# 王玖兴
王玖兴（1916年—2003年），曾用名旭东、谦夫，男，汉族，江苏赣榆人，中国西方哲学史专家、翻译家，曾任中国社会科学院哲学研究所研究员、博士生导师。译作有《纯粹理性批判》。